# Jerusalemsverein
Der Jerusalemsverein (JV) ist ein deutscher evangelischer Verein zur Unterstützung von Kirchengemeinden in Israel, Palästina und Jordanien.

## Geschichte und Tätigkeit

### Gründung 1853 bis zur britischen Eroberung 1917

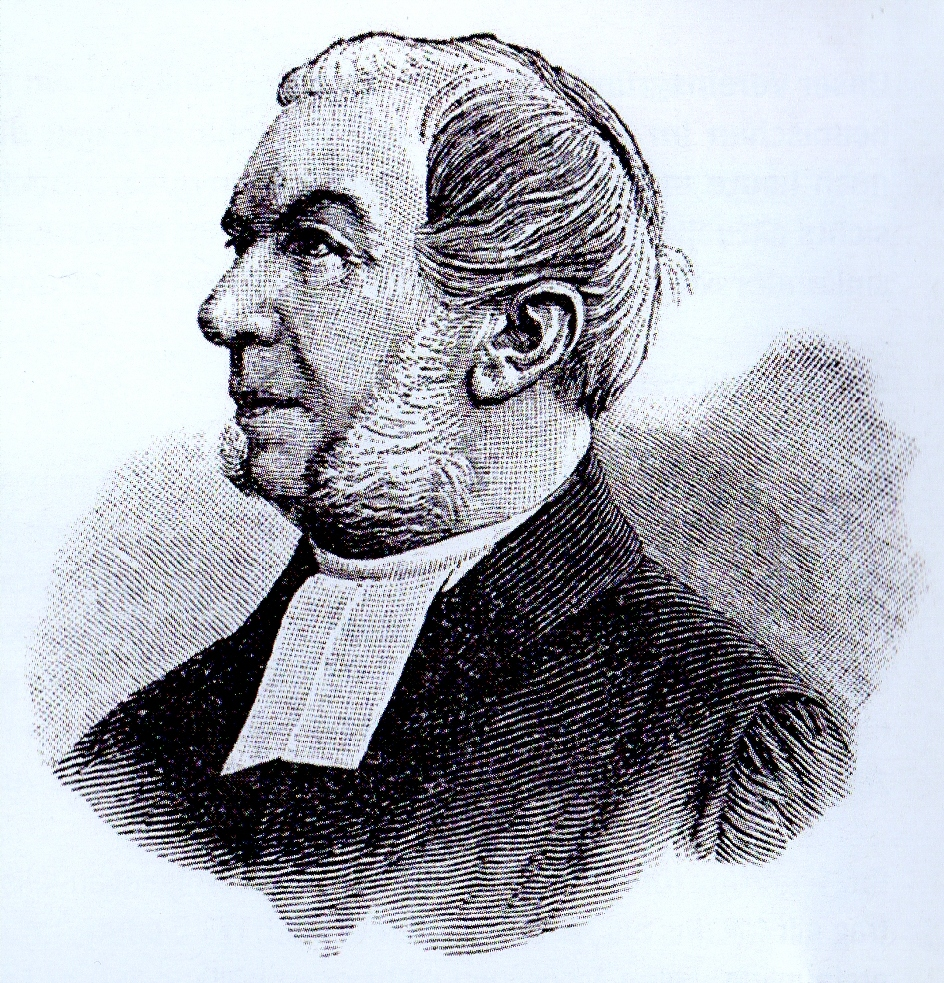
Friedrich Adolph Strauß, einer der Gründer des Jerusalemsvereins

Am 21. Januar 1853 wurde im Berliner Dom die Gründung des Jerusalemsvereins bekanntgegeben. Er sollte
„die Vertretung der deutsch-evangelischen Kirche im Heiligen Lande durch Sammlungen von Beiträgen … befördern und für die innere und äußere Mission unter den Einheimischen jener Gebiete und den daselbst ansässigen und reisenden Deutschen in den bereits gegründeten und noch zu gründenden Pfarren, Schulen, Krankenanstalten und Hospizen thätig … sein.“ Zu den Gründern gehörten Wilhelm Hoffmann und Friedrich Adolf Strauß, der bis zu seinem Tode als Vorsitzender amtierte.
Der Verein unterstützte anfangs christliche Einrichtungen in Jerusalem wie zum Beispiel die von Kaiserswerther Diakonissen geleitete Mädchenschule Talitha Kumi oder das von Johann Ludwig Schneller gegründete Syrische Waisenhaus. Außerdem wurden die evangelischen Gemeinden bzw. Geistlichen in Alexandria, Beirut, Jerusalem und Kairo unterstützt. 1860 wurde eine erste eigene „Missionsstation“ errichtet, die 1865 als evangelische Gemeinde Bethlehem selbständig wurde. 1879 wurde mit Bischara Canaan der erste arabische Evangelist der deutschen evangelischen Palästinamission eingestellt.
1886 bildete sich in Haifa eine deutschsprachige evangelische Gemeinde, Kirchler genannt, als mehr als 50 Mitglieder der von Christoph Hoffmann, einem Bruder Wilhelm Hoffmanns, gegründeten Tempelgesellschaft wieder in die evangelische Kirche eintraten. Der Jerusalemsverein beteiligte sich an der Finanzierung von Schule, Kapelle, Pfarrhaus und Gemeindehaus sowie seit 1890 mit dem Gehalt für einen Lehrer, seit 1893 für einen Pfarrer, seit 1900 für eine in Kaiserswerth ausgebildete Diakonisse und seit 1911 für eine Lehrerin.
Auch in Jaffa bildete sich 1889/90 vor allem aus Apostaten der „Templergemeinde“, den Angehörigen einer älteren von Peter Martin Metzler gegründeten Missionsstation, sowie evangelischen Auslandsdeutschen und -schweizern eine deutschsprachige evangelische Gemeinde, die sich – wie auch die Gemeinde Haifas – 1906 der altpreußischen Landeskirche anschloss. Der Jerusalemsverein sorgte seit 1891 für einen Lehrer, seit 1897 einen Pfarrer und seit 1911 für eine Lehrerin. Auch den Bau der Immanuelkirche in Jaffa finanzierte der Verein zu wesentlichen Teilen. In Bait Sahur begann 1901 die Bildung einer noch heute bestehenden arabischsprachigen evangelischen Gemeinde.
1897 besuchten 180 Kinder die Schule in Bethlehem und 210 Kinder die Schule in Beit-Jala.
1907 gründete die deutschsprachige Kirchlergemeinde aus Haifa eine neue Siedlung namens Waldheim (heute Allonei Abba), die auch Unterstützung des Jerusalemsvereins erhielt.

### In der Weimarer Republik
Die mit der britischen Eroberung Palästinas 1917 zunächst eingerichtete Besatzungsverwaltung (Occupied Enemy Territory Administration, OETA) beschlagnahmte alles Eigentum natürlicher und juristischer Personen nichtosmanischer feindlicher Staatsangehörigkeit, also auch das palästinensische Vermögen des Jerusalemsvereins. John Raleigh Mott und Joseph Houldsworth Oldham, zwei Vertreter der Ökumene, hatten am 14. April 1918 das Emergency Committee of Cooperating Missions gegründet, mit Mott als Präsident und Oldham als Generalsekretär. Mott und Oldham gelang es, Art. 438 in den Friedensvertrag von Versailles einzubringen, demnach das Vermögen deutscher Missionen – anders als das Vermögen sonstiger deutscher juristischer Personen – von der Enteignung zum Zwecke der Kriegsreparation für den Ersten Weltkrieg ausgenommen wurde. Jerusalemsverein und Evangelische Jerusalem-Stiftung hatten inzwischen den schwedischen lutherischen Erzbischof Nathan Söderblom als ihren Sprecher bei den britischen Behörden ernannt.
Im Mai 1919 meldete der Verein dem Reichskommissar für die Deutschen im feindlichen Ausland, dass der Verlust an Eigentum im Heiligen Land sich auf 891.785,- Mark (ℳ) belaufe (ca. 44.589,25 £ oder 212.329,76 $ gemäß den ℳ-Vorkriegsparitäten). Der Friedensvertrag von Versailles, der am 28. Juni 1919 unterzeichnet worden war und nach allseitiger Ratifikation am 10. Januar 1920 in Kraft trat, legalisierte den bestehenden britischen Gewahrsam des Vermögens.
Im Süden Palästinas wurden die meisten Männer nichtosmanischer feindlicher Staatsangehörigkeit – darunter auch verbliebene Mitarbeiter des Jerusalemsvereins wie Pastor Eitel-Friedrich von Rabenau – als feindliche Ausländer interniert und zwar zunächst in Wilhelma. Die Internierten wurden Anfang 1918 in ein Lager südlich von Gaza gebracht, während die nicht internierten Feindstaatler strenger Polizeiaufsicht unterstellt wurden. Im August 1918 brachte die britische Verwaltung die Internierten außer Landes nach Sidi Bishr und Helwan in der Nähe Alexandrias. Mit dem Inkrafttreten des Friedens von Versailles 1920 kamen die Internierten frei und die meisten kehrten ins Heilige Land zurück, ausgenommen diejenigen, die laut einer schwarzen Liste der britischen Streitkräfte als unerwünscht galten, wie zum Beispiel Rabenau.

Armenisches Waisenhaus des Jerusalemsvereins in Bethlehem

Im Rahmen der nach der Konferenz von Sanremo am 1. Juli 1920 eingerichteten regulären britischen Zivilverwaltung übernahm Edward Keith-Roach als Public Custodian of Enemy Property die Verwaltung des beschlagnahmten Eigentums und vermietete es an Dritte, wobei die Mieteinnahmen ab 1920 den Eigentümern gutgeschrieben wurden. Das Armenische Waisenhaus des Jerusalemsvereins in Bethlehem wurde so zum Beispiel als Landesnervenheilanstalt an die Mandatsverwaltung vermietet. Nach Inkrafttreten des Vertrags von Lausanne im Jahre 1925 wurde der Gewahrsam aufgehoben und das Vermögen restituiert, eventuelle Vermögensschäden entschädigte Keith-Roach bis zur Höhe von 50 % des Schadens. Der Jerusalemsverein vermietete dann in eigener Regie das Armenische Waisenhaus weiter an die Mandatsregierung.
Ab April bis Ende 1921 vertrat Gustaf Dalman, stellvertretender Propst in Jerusalem, unter anderem auch die Interessen des Jerusalemsvereins in Palästina. Ab 1925 normalisierte sich die Tätigkeit des Jerusalemsvereins in Palästina. Die Schule Talitha Kumi wurde wieder vom Verein mitbetreut.
Die politische Unsicherheit in Deutschland hatte eine starke Kapitalflucht ausgelöst, die die Reichsregierung im Dezember 1931 nicht mit vertrauensbildenden Maßnahmen wehrte, sondern durch eine Devisenzwangsrationierung, die so genannte Reichsfluchtsteuer. Zunächst jedoch wurden den Kirchen für missionarische Zwecke Devisen noch unbürokratisch zugeteilt.

### In der Zeit des Nationalsozialismus
Nach der Machtübergabe an Adolf Hitler wurde die Devisenrationierung massiv verschärft. Die NS-Regierung machte die Zuteilung von Devisen an christliche Missionen von deren politischer Botmäßigkeit abhängig. Die Genehmigung eines Devisenkaufs erforderte die jeweilige Zustimmung deutschchristlicher Parteigänger im altpreußischen Evangelischen Oberkirchenrat (EOK) sowie von Theodor Heckel, dem Leiter des Kirchlichen Außenamtes der Deutschen Evangelischen Kirche.
Die deutschchristliche Mehrheit in den Leitungsgremien der so genannten zerstörten Landeskirchen bedeutete nicht automatisch die völlige Dominanz Deutscher Christen in allen protestantischen Organisationen. Denn die Landeskirchen, auch die nun deutschchristlich dominierten zerstörten, hatten wegen der dezentralen und unabhängigen Organisation vieler protestantischer Vereine und Einrichtungen keine direkte Kontrolle. Das galt insbesondere für die Missionswerke wie auch für den Jerusalemsverein.
Die protestantische Opposition formierte sich in Pfarrernotbund und Bekennender Kirche (BK). Die meisten Pastoren im Heiligen Land stellten sich auf die Seite der BK wie auch die meisten Vorstandsmitglieder des Jerusalemsvereins, unter ihnen Rabenau (seit 1924), der schon seit 1931 offen als Gegner des Nationalsozialismus auftrat. Der Jerusalemsverein stellte für die Gemeinden des Heiligen Landes in den 1930er Jahren mehrere Pastoren ein, die zuvor von zerstörten Landeskirchen entlassen oder beurlaubt worden waren.
Bei der Tagung des Deutschen Evangelischen Missionsbunds (DEMB) vom 18. bis 20. Oktober 1933 in Barmen wehrten die Vertreter deutscher protestantischer Missionswerke den Versuch ab, ihre Gesellschaften gleichzuschalten und der NS-hörigen offiziellen Deutschen Evangelischen Kirche unterzuordnen. Der Jerusalemsverein verweigerte den so genannten Arierparagraphen für seine eigenen Mitarbeiter einzuführen, seinen Vorstand mit einer Mehrheit von zwei Dritteln deutschenchristlicher Vertreter neu zu besetzen und wahrte so seine rechtliche Unabhängigkeit.
Heckel beanspruchte seit Februar 1934 für sich, die evangelischen Missionswerke aus Deutschland überwachen zu dürfen. Ab 1934 musste der Jerusalemsverein seine Devisengeschäfte über die Bank der Tempelgesellschaft abwickeln. Ab 1937 mussten alle Devisengeschäfte mit Palästina über die im Juli 1933 gegründete Palästina-Treuhandstelle zur Beratung deutscher Juden G.m.b.H. (Paltreu, Berlin) und das Ha’avara Trust and Transfer Office Ltd., Tel Aviv, laufen.
In der Zeit des Nationalsozialismus wurden Devisenkäufe der Kirchen nur genehmigt und nicht mit den prohibitiven Steuersätzen der Reichsfluchtsteuer belegt, wenn sie ausschließlich für Gehaltszahlungen deutscher, nicht aber palästinensischer Staatsangehöriger (zum Beispiel arabische Protestanten im Dienst der Missionen) verwandt wurden. Mit den wenigen eigenen Einnahmen in Palästina – die Mieten fürs Armenische Waisenhaus – konnte der Jerusalemsverein Gehälter palästinensischer Mitarbeiter oder Aufwendungen für andere, etwa missionarische, Unterrichts- oder bauliche Zwecke kaum noch bestreiten. Der Jerusalemsverein unterlag daher dem Wohl und Wehe der NS-Staats- und deutschchristlichen Kirchenbehörden.
Der Jerusalemsverein musste sich daher in Palästina-Pfund bei der Deutschen Palästina-Bank verschulden, was wiederum politische Botmäßigkeit erzwang, denn die NS-Regierung hatte alle deutschen juristischen Personen der Genehmigungspflicht unterworfen, wenn sie im Ausland Verbindlichkeiten eingehen wollten.
In den 1930er Jahren zog insbesondere der überkonfessionelle Nationalsozialismus viele jüngere Templer an. Daher waren viele prominente Mitglieder der Landesgruppe Palästina der NSDAP/AO von Hause aus eigentlich Templer. Während der NS-Diktatur führte dies zu einer kompletten Umkehr der Beziehungen zwischen Evangelischen und Templern im Heiligen Land, denn bis 1933 genossen die evangelischen Protestanten starke mentale und finanzielle Unterstützung von Seiten protestantischer kirchlicher Organisationen in Deutschland, während die Templer viel auf sich selbst gestellt waren. Ab 1933 verfügten meist Nazis mit Templerprovenienz über die besseren und einflussreichen Verbindungen zu NSDAP und Reichsbehörden.
Die evangelischen Gemeinden im Heiligen Land erlebten daher ihre einst starken Partner, die protestantischen kirchlichen Organisationen in Deutschland, im Kirchenkampf geschwächt und zerstritten und von der nationalsozialistischen Ideologie um Alfred Rosenberg und Hitler wegen ihres Festhaltens am Alten Testament und den Zehn Geboten der Gesetzestafeln als unrettbar „verjudet“ bekämpft.
Der Verein gewann eine gewisse Unterstützung im deutschchristlich dominierten altpreußischen EOK, aber auch bei der BK, die beide Kollekten zu Gunsten des Jerusalemsvereins veranstalteten. Heckel erhöhte seinen Einfluss, indem er die Gehälter kirchlicher Mitarbeiter in Jaffa und Haifa direkt aus dem Budget des Kirchlichen Außenamtes bestritt, die vorher noch der Jerusalemsverein aufgebracht hatte.
Auf ihrer Jahrestagung Ostern 1934 (1. April) beschlossen die evangelischen Pastoren der Levante, ihre Gemeinden aus dem Kirchenkampf herauszuhalten. Die Pastoren von Jaffa und Haifa wussten zu berichten, dass ihre Gemeinden sich sowieso mehr dem Jerusalemsverein verbunden fühlten als der zerstörten Evangelischen Kirche der altpreußischen Union, deren Glieder sie offiziell seit 1906 waren.
Im Oktober 1934 versammelten sich Vertreter des Jerusalemsvereins und der anderen im DEMB zusammengeschlossenen Missionswerke in Tübingen und nahmen Partei für die BK und deren Barmer Theologische Erklärung vom Mai 1934. Das tatsächliche Verhalten hing jedoch von Fall zu Fall sehr von der Haltung der jeweils verantwortlichen Person ab, denn auch ohne Gleichschaltung sympathisierten manche Missionsmitarbeiter mit den Deutschen Christen oder Nazis.
Im Februar 1935 gab Rabenau, mittlerweile einer der führenden Vertreter der BK, seine seit 1929 ausgeübte Stellung in der Öffentlichkeitsarbeit des Jerusalemsvereins auf, wegen der Zensur der kirchlichen und anderen Medien konnte er sowieso nicht mehr berichten, was er wollte. Nachdem der Bruderrat der altpreußischen Kirchenprovinz Pommern, die Leitung der pommerschen BK, ihren Vikar Felix Moderow für den Dienst im Heiligen Land abgestellt hatte, zog er nach Jaffa, um an der Immanuelkirche in den Jahren 1935 bis 1937 im Auftrage des Jerusalemsvereins als Hilfsprediger seinen Dienst zu tun.
Im Jahr 1937 bestellte der Jerusalemsverein Christian Berg zum Nachfolger des in den Ruhestand getretenen Detwig von Oertzen (1876–1950) als Pastor in Haifa. Seine deutschchristlich geführte Evangelisch-Lutherische Landeskirche Mecklenburgs hatte ihn beurlaubt, nachdem die NS-Regierung ihm in Schwerin im Juni 1934 den politischen Prozess gemacht hatte. Für ihn wurde Palästina zum sicheren Exil vor weiteren Nachstellungen der Nazis.
Die „Neuesten Nachrichten aus dem Morgenlande“ des Jerusalemsvereins beklagten in Artikeln die starke jüdische Einwanderung nach Palästina (Alijah Beth) (1937) und den zunehmenden Arabischen Nationalismus (1939), die sie beide dem Einfluss „zersetzender“ europäischer Ideologien zuschrieben.
Nach Moderows Rückkehr nach Deutschland im Jahre 1937 diente der eigentlich pensionierte Oertzen bis 1939 wieder als Pastor an der Immanuelkirche in Jaffa. Der Jerusalemsverein erlebte von Seiten vieler Antisemiten in Deutschland wachsende Feindseligkeit seines Namens wegen und wegen des Titels seiner Zeitschrift. Daher änderte der Jerusalemsverein am 27. Februar 1938 den Namen in Jerusalemsverein – Versorgung deutscher evangelischer Gemeinden in Palästina und Arabermission.

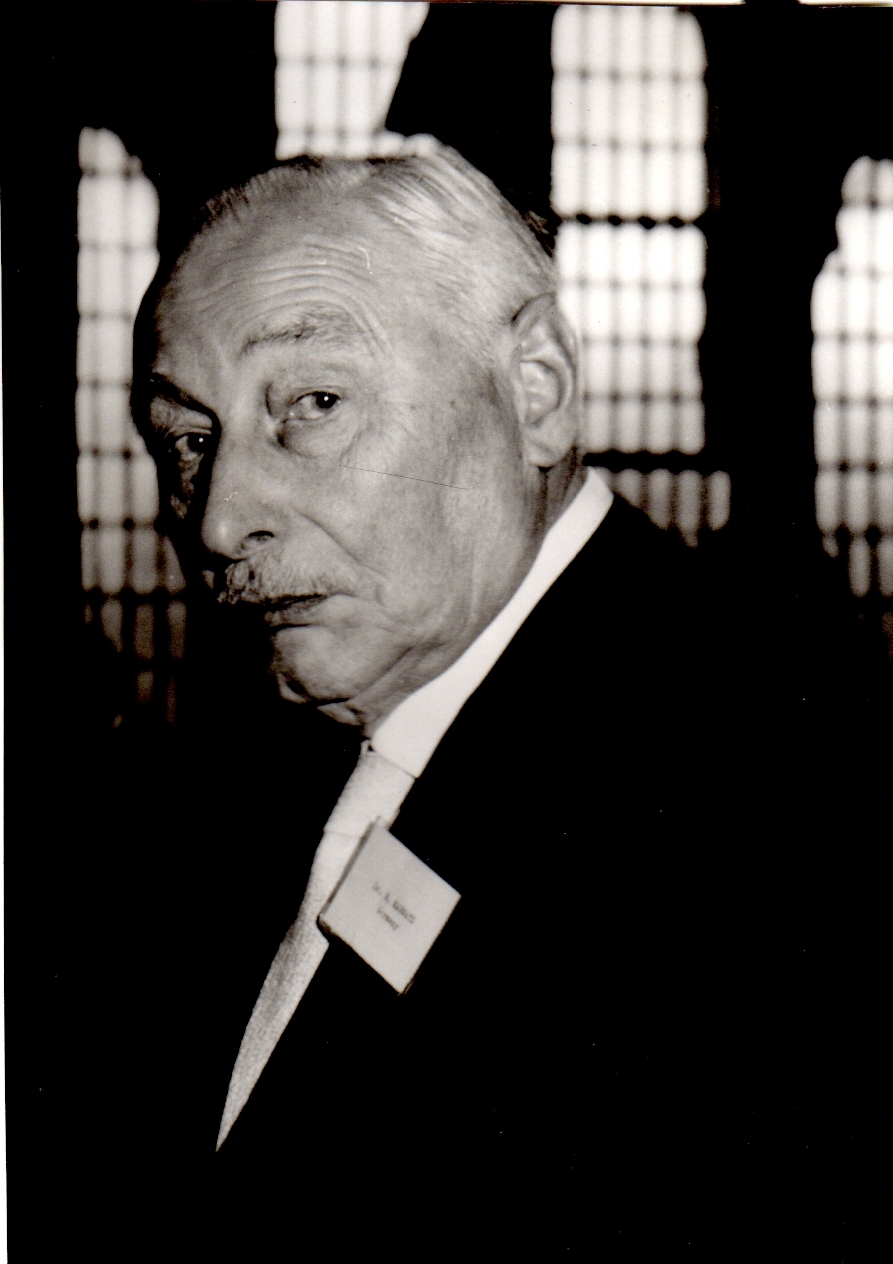
Bernhard Karnatz 1963, Vorsitzender von 1942 bis 1970

Ab 1933 hatte das NS-Regime begonnen, Einfluss auf die deutschen Schulen im Heiligen Land zu nehmen, wobei es die Abhängigkeit der Schulträger – darunter der Jerusalemsverein – von Devisenzuteilungen erfolgreich zu nutzen wusste. Oertzen und Propst Ernst Rhein bekämpften die Entkonfessionalisierung der evangelischen Schulen. Bis 1937 konnte Propst Rhein die Zusammenlegung der verbliebenen evangelischen Schulen mit denjenigen der Templer verhindern. Denn jeder Zusammenschluss ging mit der Entchristlichung von Schulleben und Unterricht sowie der Einführung nationalsozialistischen Weltanschauungsunterrichts einher.
Das deutsche Reich und die Sowjetunion begannen mit ihren Invasionen nach Polen am 1. bzw. 17. September 1939 den Zweiten Weltkrieg, woraufhin die britischen Behörden, vertreten durch Keith-Roach, erneut das gesamte palästinensische Eigentum des Jerusalemsvereins sowie anderer natürlicher und juristischer Personen mit Feindstaatsangehörigkeit in Gewahrsam nahmen.
1942 wurde Bernhard Karnatz Vorsitzender des Jerusalemsvereins. Er übte dieses Amt bis 1970 aus.

### Nach dem Zweiten Weltkrieg und Staat Israel
Alles Eigentum des Jerusalemsvereins im Gebiet des Staates Israel übernahm dessen Regierung von den britischen Behörden als beschlagnahmtes Vermögen. Die israelische Regierung enteignete es dann 1950 entschädigungslos im Vorgriff auf eine Regelung israelischer Forderungen an Deutschland. Die Forderungen bezogen sich auf die Eingliederung geschätzter 70.0000 Flüchtlinge und 430.000 Überlebender der NS-Judenverfolgung in Deutschland und Europa, die dann 1952 im deutsch-israelischen Luxemburger Abkommen geregelt wurden.
Da die Enteignung Einrichtungen sakralen Charakters nicht einschloss, waren die Kirchen und Gemeindehäuser in Allonei Abba, Haifa, West-Jerusalem und Tel Aviv-Jaffa davon ausgenommen, sie blieben beschlagnahmt. Am 29. August 1951 vereinbarten Israel und Lutherischer Weltbund, der unter anderem die Interessen des Jerusalemsvereins vertrat, eine Entschädigung für alle enteigneten Einrichtungen im ehemaligen Eigentum deutscher protestantischer Organisationen.
Dabei übertrug Israel dem Lutherischen Weltbund all deren Einrichtungen sakralen Charakters zur freien Verfügung, während es alle anderen Einrichtungen protestantischer Organisationen aus Deutschland – zum Beispiel Talitha Kumi in West-Jerusalem – als verstaatlichtes Eigentum einbehielt und entschädigte. Die dabei dem Jerusalemsverein zugekommenen Mittel halfen nach dem Zweiten Weltkrieg, seine Arbeit im damals jordanischen Westjordanland wiederaufzunehmen. Auf die Arbeit des Jerusalemsvereins gehen indirekt auch die Gründung der 1958 anerkannten arabischsprachigen lutherischen Kirchgemeinde in Ramallah, die Konstituierung der Evangelisch-Lutherischen Kirche in Jordanien und dem Heiligen Lande im Jahr 1959 und 1980 die Bildung der arabischsprachigen lutherischen Kirchgemeinde in Amman zurück.
Während der deutschen Teilung hatte der Verein seinen Sitz in West-Berlin. Der Jerusalemsverein ist seit 1975 in das Berliner Missionswerk integriert. Die Geschäftsstelle ist beim Nahostreferat des Berliner Missionswerkes angesiedelt.

## Organisation
Vorsitzender des Vereins war bis 2021 der frühere pommersche Bischof Hans-Jürgen Abromeit; seit Oktober 2021 ist es Oberkirchenrat Wolfgang Schmidt, Bildungsreferent der Badischen Landeskirche und vorher sieben Jahren lang Propst an der Erlöserkirche in Jerusalem. Dem Vorstand gehört unter anderem Bischof Dr. Sani Ibrahim Azar an. Der Verein hat Vertrauensleute in allen deutschen evangelischen Landeskirchen und in Österreich. Der Jerusalemsverein gibt in Zusammenarbeit mit dem Berliner Missionswerk die Zeitschrift Im Lande der Bibel (ISSN 0019-2597) heraus.